# Dhruthi Tatachar Venugopal
Dhruthi Tatachar Venugopal (Hindi: ध्रुति ताताचार वेणुगोपाल; * 9. Januar 1997) ist eine ehemalige indische Tennisspielerin.

## Karriere
Venugopal, die mit sieben Jahren das Tennisspielen begann, bevorzugt dabei laut  ITF-Profil Hartplätze. Sie spielte überwiegend Turniere auf der ITF Women’s World Tennis Tour, wo sie einen Einzel- und neun Doppeltitel gewonnen hat.
2013 gewann sie Ende August das ITF-Junior-Tour-Turnier in Chennai mit einem 6:4 und 6:1 über Zeel Desai.
2015 gewann sie bei den Commonwealth Youth Games im Apia Park Sports Complex in Apia die Goldmedaille im Einzel, wo sie Lesedi Jacobs aus Namibia besiegte und zusammen mit Mukund Sasikumar im Mixed.
Von März 2018 bis März 2020 war Dhruthi Tatachar Venugopal zwei Jahre verletzt nicht angetreten.

## Turniersiege

### Einzel
| Nr. | Datum         | Turnier             | Kategorie   | Belag     | Finalgegnerin    | Ergebnis       |
| --- | ------------- | ------------------- | ----------- | --------- | ---------------- | -------------- |
| 1.  | 31. Juli 2016 | Scharm asch-Schaich | ITF $10.000 | Hartplatz | Victoria Muntean | 7:66, 3:6, 6:3 |

### Doppel
| Nr. | Datum              | Turnier             | Kategorie   | Belag     | Partnerin         | Finalgegnerinnen                        | Ergebnis          |
| --- | ------------------ | ------------------- | ----------- | --------- | ----------------- | --------------------------------------- | ----------------- |
| 1.  | 9. Mai 2015        | Scharm asch-Schaich | ITF $10.000 | Hartplatz | Britt Geukens     | Ola Abou Zekry Anastassija Chartschenko | 6:2, 7:67         |
| 2.  | 23. Mai 2015       | Bhopal              | ITF $10.000 | Hartplatz | Snehadevi S Reddy | Sharmada Balu Hsu Ching-wen             | 0:6, 7:61, [10:3] |
| 3.  | 20. November 2015  | Gulbarga            | ITF $10.000 | Hartplatz | Karman Thandi     | Prerna Bhambri Kanika Vaidya            | 1:6, 6:3, [10:7]  |
| 4.  | 27. November 2015  | Gulbarga            | ITF $10.000 | Hartplatz | Karman Thandi     | Nidhi Chilumula Eetee Mahela            | 6:4, 6:75; [10:7] |
| 5.  | 21. Mai 2016       | Antalya             | ITF $10.000 | Hartplatz | Kyra Shroff       | Nastja Kolar Francesca Stephenson       | 6:3, 5:7, [10:1]  |
| 6.  | 18. Juni 2016      | Grand Baie          | ITF $10.000 | Hartplatz | Kyra Shroff       | Chayenne Ewijk Rosalie van der Hoek     | 6:1, 6:1          |
| 7.  | 27. August 2016    | Scharm asch-Schaich | ITF $10.000 | Hartplatz | Sharmada Balu     | Inês Murta Mirabelle Njoze              | 6:3, 6:3          |
| 8.  | 10. September 2016 | Scharm asch-Schaich | ITF $10.000 | Hartplatz | Sharmada Balu     | Suzy Larkin Linnéa Malmqvist            | 6:1, 6:3          |
| 9.  | 29. Oktober 2016   | Pune                | ITF $10.000 | Hartplatz | Sharmada Balu     | Riya Bhatia Shweta Chandra Rana         | 6:4, 6:0          |

## Persönliches
Seit 2023 arbeitet Dhruthi Tatachar als Quality Assurance Analyst bei Venugopal & Co. in Glen Rock, New Jersey.